# Prinzessin Heinrich (Schiff, 1896)
Die Prinzessin Heinrich war ein deutscher Seitenraddampfer, der als Seebäderschiff im Inselverkehr in der Nordsee fuhr. 

## Bau und technische Daten
Das Schiff, mit zwei Masten und einem Schornstein, lief am 11. April 1896 bei Blohm + Voss in Hamburg mit der Baunummer 116 für die Ballins Dampfschiff-Rhederei GmbH des Hamburger Reeders Albert Ballin vom Stapel. Es war 76,3 m lang und 8,20 m breit (etwa 18 m über die Radkästen) und mit 919 BRT vermessen. Die Passagierkapazität betrug 540 Personen, die Geschwindigkeit 14 Knoten. Die Ablieferung erfolgte am 2. Juni 1896, die Jungfernfahrt am 6. Juni 1896.
Im Jahre 1910 wurde die Prinzessin Heinrich umgebaut und dabei mit Schlingertanks versehen, die eine ruhigere und schnellere Fahrt ermöglichten.

## Laufbahn
Das von der Reederei, die ab 1897 unter dem Namen Nordsee-Linie Dampfschiffs-Gesellschaft mbH firmierte, als „Salon-Schnelldampfer“ beworbene Schiff fuhr Passagiere von Hamburg über Cuxhaven nach Helgoland, Norderney und den Nordfriesischen Inseln. 1904/05 wurde die Prinzessin Heinrich jeden Winter an die HAPAG verchartert und bis 1913/14 von dieser im Riviera-Dienst zwischen Genua, Nizza und Monaco eingesetzt. 
Mit der Übernahme der Nordsee-Linie am 1. Januar 1905 durch die HAPAG, deren Generaldirektor Ballin seit 1899 war, übernahm die HAPAG-die führende Rolle im Seebäderdienst an der Nordseeküste. Am Dienst der Prinzessin Heinrich änderte sich bis zum Beginn des Ersten Weltkriegs nichts. Dann wurden die Seebäder geschlossen, der Dienst eingestellt und die Seebäderschiffe von der Kaiserlichen Marine als Hilfsschiffe eingezogen.
Nach dem Krieg wurde die Prinzessin Heinrich ab 12. Oktober 1920 bei dem im Januar 1920 eingerichteten Seedienst Ostpreußen eingesetzt, ebenso wie das HAPAG-Seebäderschiff Bubendey. Beide Schiffe, wie auch die seit dem 1. Juni 1920 dort eingesetzte Gruessgott des Norddeutschen Lloyd, hatten allerdings den Nachteil, dass sie in Ermangelung von Schlafkabinen keine Nachtfahrten auf der 14–15 Stunden Fahrzeit benötigenden Strecke durchführen konnten. Erst die ab November 1920 hinzukommenden Odin und Hertha der Stettiner Dampfschiffs-Gesellschaft J. F. Braeunlich konnten dann Über-Nacht-Fahrten anbieten.
Am 15. Juni 1923 wurde die Prinzessin Heinrich zum Abwracken an die Köhlbrandwerft in Hamburg verkauft.